# روز جمهوری

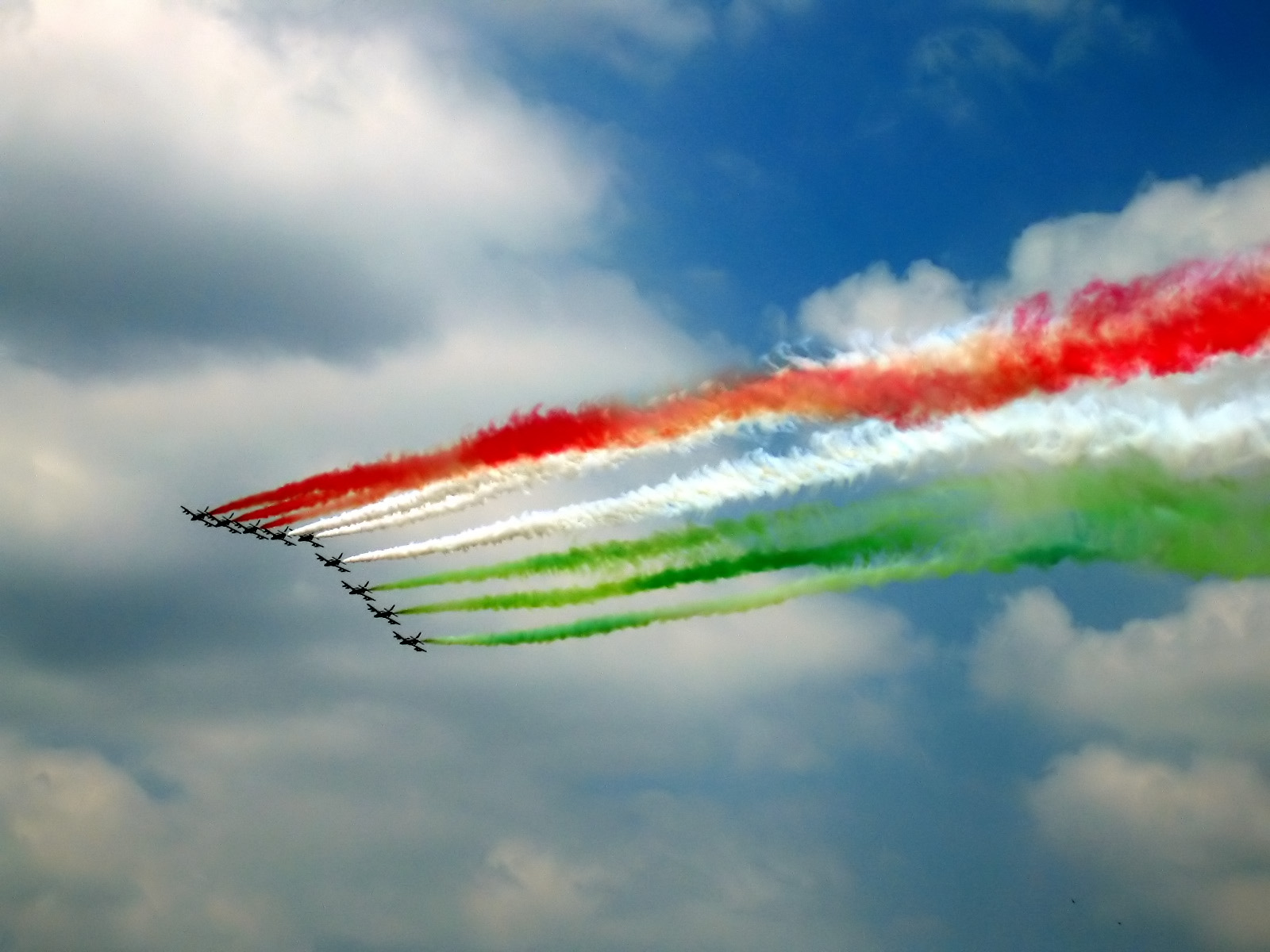

روز جمهوری (به انگلیسی: Republic Day) این روز در چندین کشور به مناسبت اعلام شدن جمهوری کشور تعطیل می‌باشد.

## ژانویه

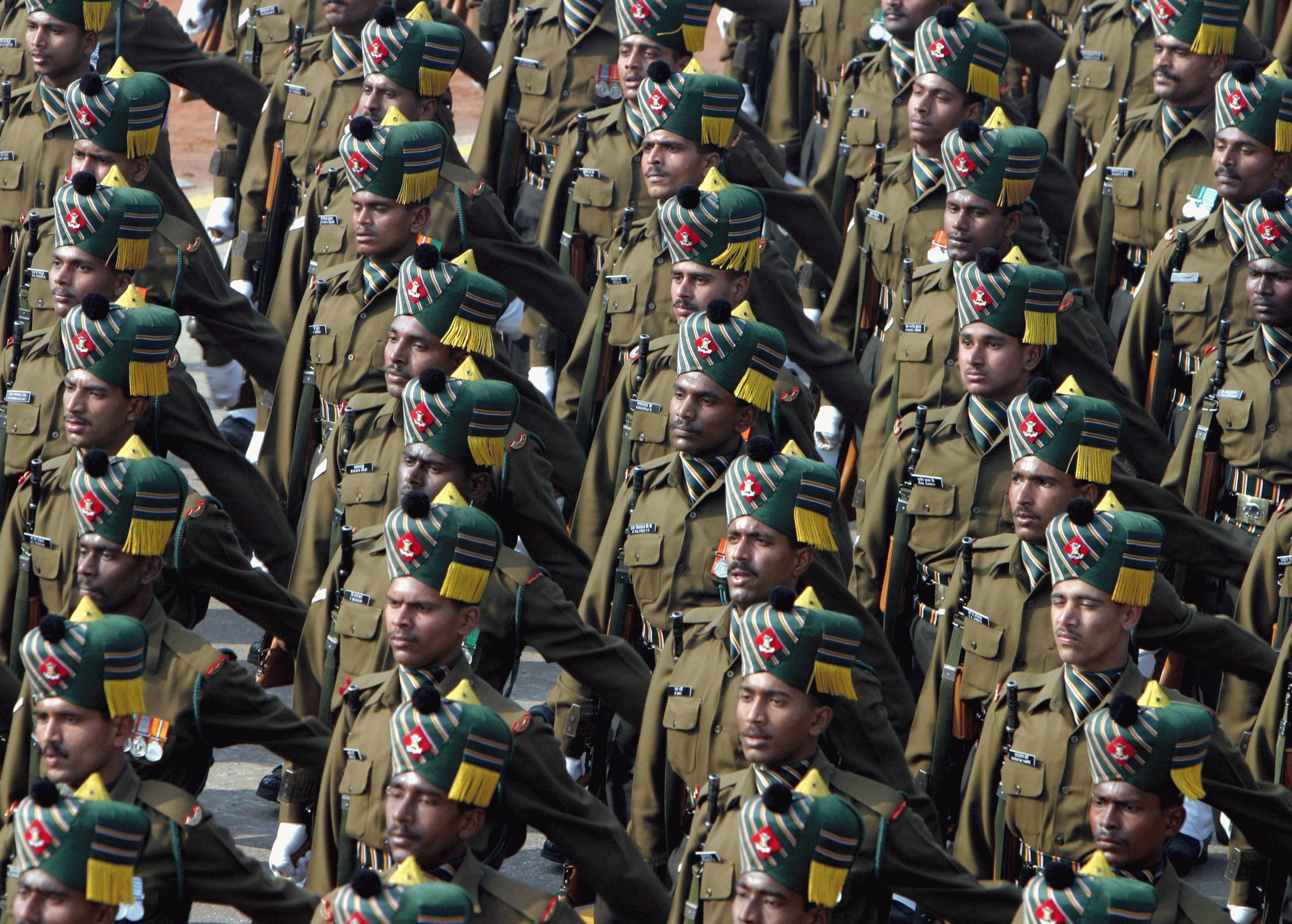
رژه روز جمهوری در هند

### ۱ ژانویه، اسلواکی
در این روز به‌طور رسمی کشور اسلواکی جمهوری اعلام کرد، این روز از سال ۱۹۹۳ به عنوان تعطیلات رسمی در این کشور تعطیل می‌باشد، یکم ژانویه روز ایجاد جمهوری اسلواکی شد.

### ۹ ژانویه، بوسنی و هرزگوین
بعد از فروپاشی یوگسلاوی و استقلال بوسنی و هرزگوین به عنوان یک کشور در نهم ژانویه سال ۱۹۹۲ این روز به عنوان روز جمهوری در این کشور اعلام شد و سالگرد این روز جشن گرفته می‌شود.

### ۲۶ ژانویه، هند
کشور هندوستان در ۲۳ مرداد ۱۳۲۶ (۱۵ اوت ۱۹۴۷) و درست یک روز پس از استقلال پاکستان (از بریتانیا) استقلال یافته‌است. قانون اساسی این کشور نیز در ۵ آذر ۱۳۲۸ (۲۶ نوامبر ۱۹۴۹) تصویب شد، ولی از آنجا که برخی از مواد آن بلافاصله دستخوش تحول گردید و بخش عمده این قانون در ۶ بهمن ۱۳۲۸ (۲۶ ژانویه ۱۹۵۰) - که به عنوان «روز آغاز» شناخته شده‌است - عملی گشت، این روز در کشور هندوستان به عنوان «روز جمهوری» جشن گرفته می‌شود.

## فوریه

### ۱ فوریه، مجارستان
در سال ۱۹۴۶ یکم ژانویه به عنوان یادروز جمهوری مجارستان اعلام شد، این روز به عنوان روز بزرگداشت ملی اعلام شد.

## مارس

### ۲۳ مارس، پاکستان
این روز به عنوان روز عبور از قطعنامه لاهور و روز استقلال پاکستان در سال ۱۹۵۶ به عنوان روز جمهوری جشن گرفته می‌شود، از جمله رویدادهای مهم این روز در پاکستان رژه کامل نظامی در مقابل کاخ ریاست جمهوری می‌باشد، هر ساله در ۲۳ مارس مردم پاکستان این روز ملی را جشن می‌گیرد.

## آوریل

### ۱ آوریل، ایران
در ایران این روز نشانه همه پرسی تصویب قانون اساسی پیشنهادی و تشکیل جمهوری اسلامی است که به عنوان روز جمهوری اسلامی شناخته می‌شود و در تقویم رسمی به عنوان تعطیل رسمی ثبت گردیده‌است.

## مه

### ۲۸ مه
در سال ۱۹۱۸ جمهوری آذربایجان و ارمنستان به عنوان کشورهای مستقل اعلام استقلال کردند.

بعد از انقلاب ده سالهٔ مردم نپال علیه حزب کمونیست نپال در سال ۲۰۰۶ تظاهرات به اوج خود رسید و قرار صلح و انتخاب مجلس انجام شد و در سال ۲۰۰۸ آخرین پادشاه نپال از قدرت کناره‌گیری کرد و روز ۲۸ مه ۲۰۰۸ در این کشور جمهوری اعلام شد.

### ۳۱ مه، آفریقای جنوبی
بین سال‌های ۱۹۶۱ تا ۱۹۹۴ در این روز در آفریقای جنوبی به عنوان روز جمهوری جشن گرفته می‌شد.

## ژوئن

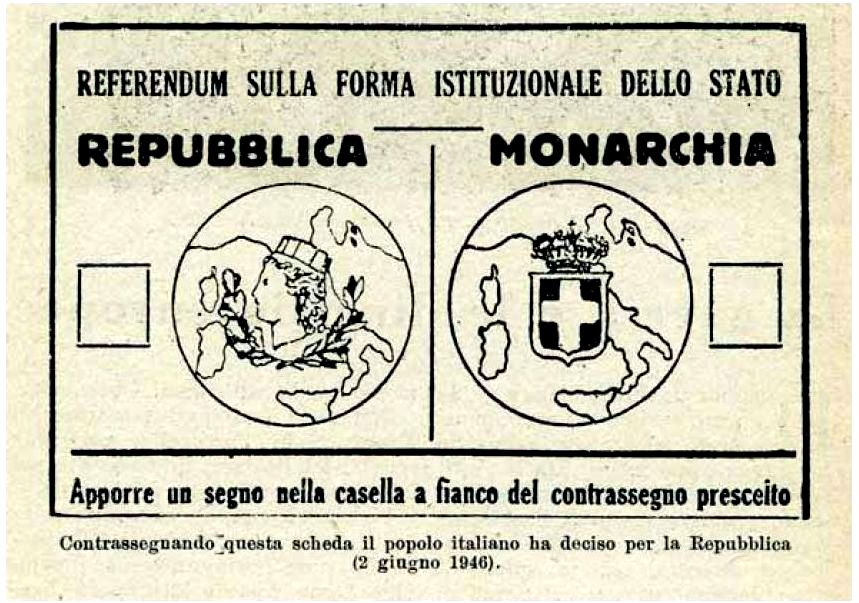
برگه همه پرسی در مورد شکل نهادی دولت / سمت راست سلطنت - سمت چپ جمهوری

### ۲ ژوئن، ایتالیا
پس از جنگ جهانی دوم و سقوط فاشیسم در سال ۱۹۴۶ در کشور ایتالیا همه پرسی همگانی برگزار شد و ۲ ژوئن به عنوان روز تولد جمهوری ایتالیا (به انگلیسی: Italian constitutional referendum) به عنوان روز ملی جشن گرفته می‌شود، پس از ۸۵ سال حکومت سلطنتی با ۱۲،۷۱۷،۹۲۳ موافق و ۱۰،۷۱۹،۲۸۴ رأی مخالف، ایتالیا جمهوری شد، این روز مانند ۱۴ژوئیه در فرانسه و ۴ ژوئیه در ایالات متحده آمریکا جشن تولد ملت است ویکی از مهم‌ترین جشن‌های عمومی کشور ایتالیا محسوب می‌شود، در این روز رژه بزرگ ارتش ایتالیا در مرکز شهر رم برگزار می‌شود.

## ژوئیه

### ۱ژوئیه، غنا
این روز به عنوان روز جمهوری در غنا جشن گرفته می‌شود.

### ۱۴ ژوئیه، عراق
در ۱۴ ژوئیه سال ۱۹۵۸ بعد از سرنگونی سلطنت توسط مردم این روز به عنوان روز جهموری عراق اعلام شد، این رویداد در ۱۴ ژوئیه با مجسمه‌ای به عنوان یادبود ان در میدان بغداد گرامی داشته می‌شود.

## اکتبر

### ۵اکتبر، پرتغال
از سال ۱۹۱۰ این روز به عنوان روز جمهوری پرتغال جشن گرفته می‌شود.

### ۱۰ اکتبر، تایوان
این روز به عنوان تعطیلی ملی و استقلال از چین در سال ۱۹۱۱ در تایوان جشن گرفته می‌شود.

### ۲۵ اکتبر، قزاقستان
بعد از فروپاشی شوروی سابق قزاقستان در سال ۱۹۹۰ اعلام استقلال کرد، این روز در حال حاضر به عنوان بزرگداشت جمهوری و سالگرد حکومت قزاقستان روز تعطیلی عمومی اعلام شده‌است.

### ۲۹ اکتبر، ترکیه
در ۲۹ اکتبر ۱۹۲۳ قانون اساسی ترکیه اصلاح شد و ترکیه جمهوری شد، این روز به‌طور رسمی روز جمهوری ترکیه و اعلام انحلال امپراطوری عثمانی در سراسر ترکیه و قبرس شمالی جشن گرفته می‌شود، این روز به عنوان روز تعطیل عمومی و روز بزرگداشت مصطفی کمال آتاتورک اعلام شده‌است.

## نوامبر

### ۱۱ نوامبر، مالدیو
این روز پایان حکومت سلطنتی در مالدیو است و به عنوان روز جمهوری اعلام شد.

### ۱۵ نوامبر، برزیل
در تاریخ ۱۵ نوامبر ۱۸۸۹ در شهر ریو دو ژانیرو پایتخت سابق برزیل با کودتای نظامی به رهبری فیلد مارشال و سرنگونی پدرو دوم، برزیل به عنوان یک کشور جمهوری اعلام شد.

## دسامبر

### ۱۳ دسامبر، مالت
در ۱۳ دسامبر ۱۹۷۴ مالت به عنوان یکی از مستعمره‌های بریتانیا به عنوان یک کشور مستقل اعلام شد، این روز به عنوان روز جمهوری در مالت اعلام شد.

## روز جمهوری در کشورهای دیگر
- آلبانی: ۱۱ ژانویه (۱۹۴۶)
- بورکینا فاسو: ۱۱ دسامبر (۱۹۵۸)
- گامبیا: ۲۴ آوریل (۱۹۷۰)
- یونان: ۲۴ ژوئیه (۱۹۷۴)
- گویان: ۲۳ فوریه (۱۹۷۰)
- ایسلند: ۱۷ ژوئن (۱۹۴۴)
- کنیا: ۱۲ دسامبر (۱۹۶۳)
- لیتوانی: ۱۵ مه (۱۹۲۰)
- نیجر:۱۸ دسامبر (۱۹۵۸)
- کره شمالی: ۹ سپتامبر (۱۹۴۸)
- سیرالئون:۲۷ آوریل، (۱۹۶۱)
- سری لانکا: ۲۲ مه (۱۹۷۲)
- تونس: ۲۵ ژوئیه (۱۹۵۷)
- ترینیداد و توباگو: ۲۴ سپتامبر (۱۹۷۶)